# 第二次機會 (電影)
第二次機會（英語：A Second Chance）是一部2011年澳大利亞劇情片，由克萊·格倫執導。

## 劇情
一個年輕女孩和她的教練克服逆境進入澳大利亞國家體操隊。